# Heavy metal français
Le heavy metal français désigne la culture et la musique heavy metal implantées en France. Au cours de son existence, le metal français a connu de nombreuses évolutions esthétiques, idéologiques, économiques, et linguistiques.

## Histoire

### Origines et débuts

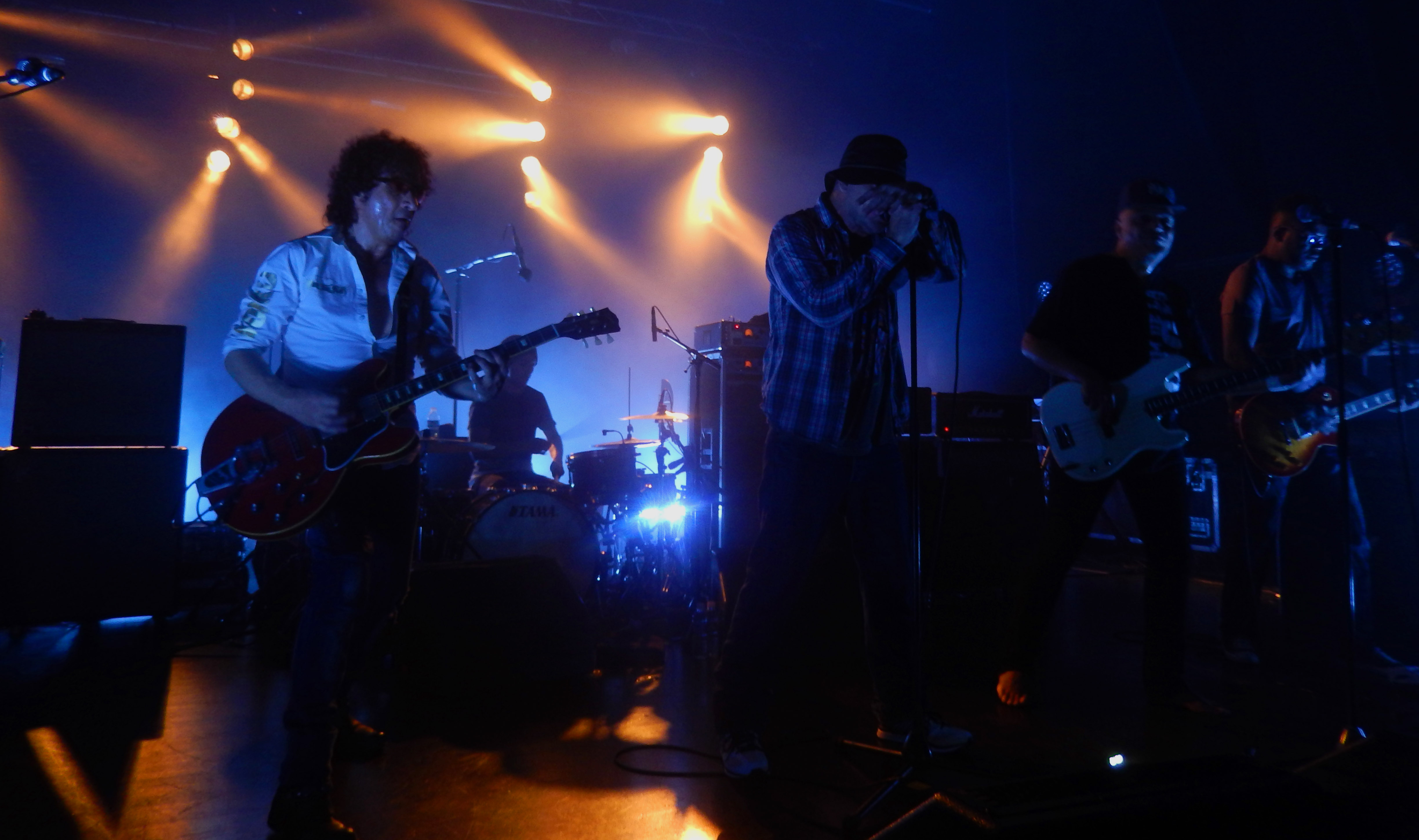
Trust en concert en décembre 2016.

Les origines du heavy metal en France remontent au début des années 1970, alors que des groupes hard rock locaux comme Les Variations (considérés comme les premiers du genre dans le pays) étaient déjà formé depuis la fin des années 1960. Malgré l'influence évidente des groupes anglo-saxons, les premiers groupes de heavy metal chantaient principalement en français.
Parmi les premiers groupes du genre heavy metal, on peut citer Ganafoul, formé en 1974 à Givors, dans la banlieue de Lyon, dont les influences étaient anglaises et américaines (Deep Purple, Led Zeppelin et Jimi Hendrix). Un autre groupe local, baptisé Marécages, est formé en 1975, et ne compte qu’un premier et unique EP éponyme sorti dix ans plus tard, en 1985. En 1976, deux autres groupes français se forment : Wotan (heavy metal) — qui sortira deux démos en 1984 et 1986 — et Récidive, formé à Nice, qui sort un premier album en 1981.
Du côté de Paris et de sa région, Shakin' Street est formé en 1975 par la chanteuse Fabienne Shine, et rencontre le succès avec la sortie du single Solid as a Rock, issu de son album homonyme, permettant ainsi au groupe de tourner avec notamment Blue Öyster Cult, Cheap Trick, et AC/DC. Mais l'épuisement lié aux tournées crée des frictions au sein du groupe, qui finit par se séparer en 1981, et se reformera sporadiquement dans les années 2000 et 2010. L'un des groupes de metal français devenu emblématique est Trust,, formé en 1977 aux Mureaux, dans les Yvelines. Celui-ci, aux côtés d'autres groupes comme Warning et Satan Jokers, disposeront par la suite de contrats d'enregistrement avec les majors. En parallèle et à la même époque, de petits groupes français comme Demon Eyes, Vulcain et H-Bomb font leurs premières apparitions sur des petits labels étrangers tels qu'Ebony Records ou Rave-on. En 1978, le groupe Silvertrain se forme et sort un premier album Which Platform Please? en 1979. Toujours du côté parisien, le groupe Sortilège, sort sa première démo en 1982, suivi d'un EP enregistré aux Pays-Bas et sorti chez Rave-on Records en 1983.

### Années 1980
Au début des années 1980, la France reste dépourvue de labels discographiques exclusivement consacrés au heavy metal, comparée à des pays comme la Grande-Bretagne, les États-Unis, et les Pays-Bas qui, à l'époque, possédaient leurs propres labels. Aux États-Unis, des labels pionniers du genre comme Metal Blade Records s'imposaient directement comme la plaque tournante du metal californien. À la fin des années 1970 et au début 1980, le pays assistait à la création de groupes tels que Holster, Fuzz, Fire Hazard, Eryops, et TNT.
Le second trimestre de l'année 1983 constitue un « véritable âge d'or » pour les genres hard rock et heavy metal français. À cette période, de nouveaux groupes, des labels indépendants et des festivals émergent. L'apparition d'une presse musicale spécialisée dans le heavy metal émerge également avec des magazines comme Enfer magazine, Metal Attack et Hard Rock, en parallèle à de nombreux fanzines. Selon Fabien Hein, auteur de l'ouvrage Hard rock, heavy metal, metal : Histoire, cultures et pratiquants, publié en 2003, « il n'existe pas, pour l'heure, de recensement exhaustif des groupes français en activité à cette époque. Les documents disponibles permettent néanmoins d'avancer qu'environ 80 groupes ont publié au moins un disque entre 1983 et 1985. Cela ne renseigne évidemment en rien de l'activité des formations n'ayant pas publié d'enregistrements, nettement plus difficiles à identifier. Par conséquent, je m'en tiendrai essentiellement aux groupes ayant bénéficié d'une couverture médiatique dans la presse spécialisée. Et j'en ferai de même pour les autres acteurs du monde du metal français. »
Dans le Nord de la France, le groupe Excalibur sort une démo en 1984 , à la suite du succès de cette dernière le groupe est en pourparlers pour obtenir un contrat avec le label Mausoléum, qui n'aboutit pas à cause du départ de l'un des guitaristes du groupe.
Au milieu des années 1980, les labels français se déciment et les principaux groupes français sont de nouveaux obligés de se tourner vers des labels étrangers pour se faire publier. Les autres groupes (comme Loudblast et Mercyless) sont provisoirement signés par le label Semetery Records, une filiale discographique de Fnac Music, qui, jusqu'en 1994, détiendra « le quasi-monopole de la production metal hexagonale ». Le déclin du hard rock dans le pays laisse place à des esthétiques plus extrêmes, comme par exemple l'évolution du style vocal vers les screams, l'arrivée du blast beat et une imagerie plus violente et gore adoptée par les groupes de metal. Ainsi, à la fin des années 1980, des échanges de cassettes audio se font dans les milieux clandestins ou par voie postale, et de nombreux fanzines photocopiés commencent à faire surface. C'est justement ce réseau qui permettra à des groupes comme Loudblast et Agressor d'émerger.
Vers la fin de cette même décennie, les groupes abandonnent les paroles en français au profit de l'anglais qui représente, selon eux, un « esprit plus metal », à tel point que l'usage du français deviendra marginal par la suite. Les médias spécialisés n'aborderont jamais la question du changement de langue, contrairement aux médias grand public. Certains groupes, comme par exemple Misanthrope, continuent de chanter en français, profitant de l'« exotisme » de son chant pour atteindre le succès en Amérique du Sud et au Japon. Parallèlement, le groupe Lofofora, spécialisé dans le metal alternatif, se forme en 1989.

### Années 1990

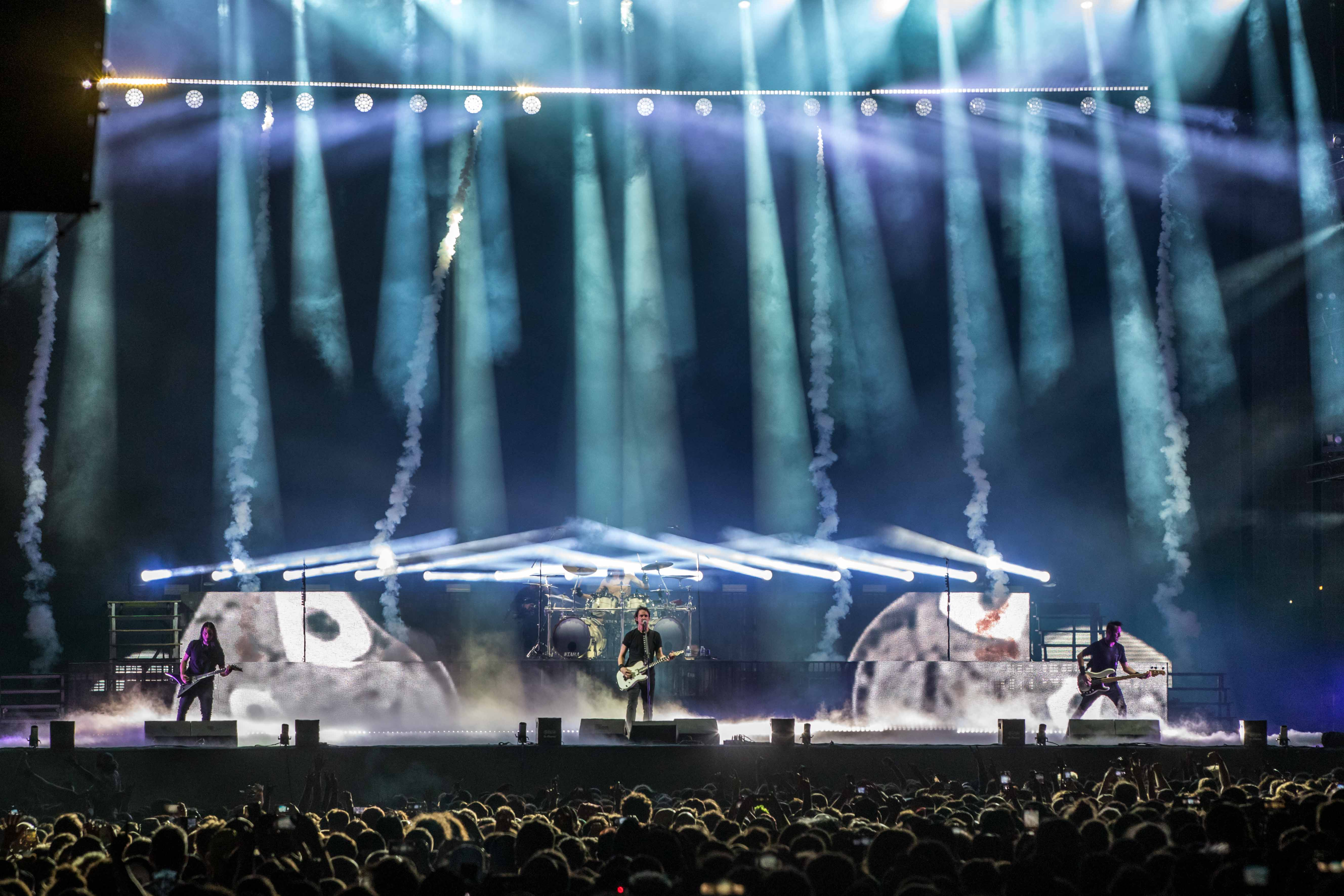
Gojira au Hellfest en 2022.

Le début des années 1990 voit émerger des labels indépendants spécialisés comme Osmose Productions, basé à Marseille, devenu, dès avril 1991, une « référence incontournable » du black metal, avec la signature de groupes étrangers comme Immortal (Norvège), Blasphemy (Canada) et Marduk (Suède), et des groupes français tels qu'Anorexia Nervosa et Arkhon Infaustus. Un autre label français, Adipocere, est créé en juin 1992, signant des groupes locaux comme Carcariass et Your Shapeless Beauty. C'est grâce à leur réputation que ces labels permettront à des musiciens français des années 1990 de publier leurs morceaux, et d'accéder à un plus large public. Ainsi la scène metal du pays accède à son émancipation et à l'esthétique DIY. On peut considérer cette période comme la deuxième vague du metal en France.
Le groupe Gojira se forme dans les années 1990 et cultive un « imaginaire spirituel sensible aux enjeux écologiques ». Au fil de son existence, le groupe parvient à signer avec Roadrunner Records, et sera nommé aux Grammy Awards de 2017.
En 1994, la France voit arriver le courant crossover metal avec des groupes comme No One Is Innocent, Lofofora et Silmarils qui chantent tous en français. Les années 1990 voient aussi l'émergence de groupes d'un autre genre tels que Mass Hysteria, Watcha et Pleymo, tous catégorisés nu metal (ou néo-metal). Ainsi, selon Fabien Hein, « les groupes metal français les plus représentatifs de la première moitié des années '90 s'inscrivent au sein de trois tendances musicales. » Il met en exergue par exemple les compilations Brutale génération (sortie en 1995, qui fait participer 32 groupes de metal extrême français), et Hostile, sortie la même année chez Virgin Records, qui fait participer 12 groupes de  groupes crossover et hardcore hexagonaux. À la fin 1994 et de manière plus discrète, Brennus Music renoue avec le heavy metal traditionnel, mélodique et progressif français en rééditant des albums de groupes des années 1980 comme Blasphème, Attentat Rock, High Power, Squealer et Killers.
Au milieu des années 1990, le heavy metal reste peu reconnu en France et dans les médias, en particulier du fait que les groupes aient adopté l'anglais pour chanter. Le 14 février 1995, Stéphane Buriez, leader du groupe Loudblast, invité dans l’émission Ça se discute, explique ce phénomène à Jean-Luc Delarue : « Le désavantage de chanter en anglais, en étant français, c’est que ça nous interdit des passages radios sur les grandes ondes. [...] Je chante en anglais parce que c’est mon moyen de m'exprimer depuis le début. J’ai jamais chanté en français. » Ainsi, Buriez explique que ce  manque de reconnaissance était dû aux quotas francophones dans l'audiovisuel, mais aussi au désintéressement des médias grand public pour le metal.
La fin des années 1990 est marquée par la création de nombreux festivals musicaux spécialisés dans le metal.

### Années 2000–2020
Au début des années 2000, la France compte une quarantaine de labels heavy metal. Certains labels étrangers comme Roadrunner, Century Media et Nuclear Blast — qui accueillent en leur sein des groupes français — ont implantés leurs bureaux dans la capitale, Paris. Paradoxalement, et à la même période, les labels français sont délibérément tournés vers des groupes étrangers de metal. Ainsi NTS (1999-2004), label fondé par Olivier Garnier et décisif pour la popularisation du metal progressif symphonique en France, ne signe qu'une poignée de groupes français (Artsonic, Manigance, Malédiction ou encore Adagio). L'avènement concomitant du nu metal au début des années 2000 permet l'émergence de groupes français comme Mass Hysteria et Pleymo. 
En 2006, la première édition du Hellfest, un festival consacré au metal extrême, est organisée à Clisson, non loin de Nantes. Tout comme le Raismes Fest, festival français de metal généraliste ayant lieu depuis 1998, il bénéficie d'une couverture dans la presse spécialisée, via le magazine Rock Hard notamment. 
Les années 2000 voient également la réformation des groupes phares de speed metal et heavy metal des années 80, comme ADX, Vulcain, Blasphème, Excalibur, ou encore Satan Jokers. Ces retours, nourris par la nostalgie du public, sont chapeautés par des labels spécialisés, comme par exemple Emanes Metal Records, qui organise le festival Long Live Metal! donnant la part belle à ces groupes, et sort notamment en 2008 la démo Fils Vengeur (1984) d'Excalibur en album avec des inédits, ou la version vinyle de l'album Division Blindée d'ADX. Tous les anciens groupes ne succombent pas à la nostalgie: le groupe Nightmare séparé depuis 1987, revient à l'aube des années 2000 avec un son modernisé éloigné de ses premiers albums, et obtient un succès critique bien plus grand que lors de son "ancienne vie". 
La fin des années 2000 voit l'émergence de nouveaux groupes comme Spirit ou Hürlement. Des groupes nés dans les années 90 comme Alcest ou Lonewolf continuent à sortir des albums et se faire connaître à l'international. 
Le groupe de metal extrême Eths, originaire de Marseille, publie son premier album en 2004 et effectue de nombreuses tournées hors de France. C'est d'ailleurs le seul groupe français figurant sur la playlist Women in Metal créée par Spotify le 25 avril 2025 à l'occasion d'un événement célébrant les femmes du milieu metal. 
Trust, séparé depuis 2011, se reforme une nouvelle fois en 2016 et sort trois albums entre 2018 et 2022. En 2019 c'est au tour de Sortilège de faire son retour après trente-trois ans d'absence ; pour l'occasion le groupe fait la couverture du magazine Rock Hard (France) de juin 2019 (n°199). 
En 2016, Le Parisien publie un article sur le Hellfest considérant qu'« à rebours des chiffres calamiteux de l’industrie du disque, le marché du heavy metal se porte à merveille en France. »
Le groupe Gojira, sans conteste le groupe de metal français actuel le plus célèbre à l'international, et ce depuis la sortie de From Mars to Sirius (2005), participe à la Cérémonie d'ouverture des Jeux olympiques d'été de 2024, visionnée par 23,24 millions de téléspectateurs en France, le 26 juillet 2024. Pour l'occasion ils jouent une nouvelle chanson, Mea Culpa (Ah! Ça ira!), avec Marina Viotti et Victor Le Masne. Le groupe voit ses écoutes sur les plateformes de téléchargement augmenter suite à cette exposition mondiale, obtenant même leur premier single numéro 1 aux États-Unis, et sont paradoxalement découvert par de nombreux français à ce moment . Gojira obtient le Grammy Award de la meilleure performance metal pour sa prestation, lors de la 67e cérémonie des Grammy Awards.